# Walther Koehler
Walther Ernst Alfred Koehler (* 2. September 1882 in Sulau; † 17. März 1970 in St.Michael-Lembeck/Westfalen) war ein deutscher Konteradmiral der Kriegsmarine.

## Leben
Walther Koehler trat am 10. April 1901 in die Kaiserliche Marine ein. Am 22. März 1913 wurde er zum Kapitänleutnant befördert. An Bord der Leipzig nahm er Ende 1914 als Navigationsoffizier an dem Seegefecht bei Coronel und dem Seegefecht bei den Falklandinseln teil. Bei diesem Gefecht am 8. Dezember 1914 nahe der Falklandinseln wurde die Leipzig versenkt und die nur 18 Überlebenden des Untergangs gingen in Kriegsgefangenschaft. Bis Kriegsende war Koehler dann erst bis Januar 1918 in England und anschließend in den Niederlanden interniert. Mit seiner Entlassung wurde er Ende 1918 beim Marineattaché in Den Haag eingesetzt. Seine Aufgabe bestand vor allem in der Erfassung, Überwachung und Rückführung militärischen Personals der zerfallenden kaiserlichen Marine. Auch zu den Dokumentationen und anschließenden Aufräumungsarbeiten nach der spektakulären Versenkung des Restbestandes der kaiserlichen Flotte war er herangezogen worden.
Nach dem Krieg trat er 1920 in die Reichsmarine ein, wurde am 8. März 1920 zum Korvettenkapitän und am 1. April 1927 zum Fregattenkapitän befördert. 1928 wurde er, ab 1. Dezember 1928 als Kapitän zur See, Chef des Stabes der Marinestation der Nordsee und übernahm 1930 die Nautische Abteilung im Allgemeinen Marineamt in Berlin. Am 30. September 1932 wurde er mit dem Charakter als Konteradmiral aus der Marine verabschiedet.
Von 1934 an war er als Ständiger Schiffahrtskundiger Beisitzer in das Reichsoberseeamt berufen und ging 1939 als Seeschiffahrtsbevollmächtigter nach Hamburg.
Von April 1941 bis Juni 1941 war er zur Information an den Prisenhof Hamburg kommandiert. Anschließend war er bis November 1941 Reichskommissar am Prisenhof Berlin-Riga, in gleicher Position bis April 1942 am Prisenhof Berlin-Saloniki und dann bis Februar 1943 am Prisenhof Berlin. Am 1. April 1942 wurde er Konteradmiral z. V. Von Februar 1943 bis Oktober 1944 war er Prisenrichter am Prisenhof Hamburg. Am 31. Oktober 1944 wurde er aus der Kriegsmarine entlassen.
Nach dem Krieg kam er nicht in Kriegsgefangenschaft und verdingte sich als Handelsvertreter und Maler. Mit der Einrichtung des Bundesoberseeamtes wurde er 1950 hier zum Ständigen Schiffahrtskundigen Beisitzer. 1957 ging er in den Ruhestand.
1959 erhielt er das Bundesverdienstkreuz erster Klasse.
1970 starb er am gleichen Tag wie seine Ehefrau.